# Trichostomum andinum
Trichostomum andinum là một loài rêu trong họ Pottiaceae. Loài này được Sull. mô tả khoa học đầu tiên năm 1859.